# Cantón de Le Biot
El cantón de Le Biot era una división administrativa francesa que estaba situada en el departamento de Alta Saboya y la región de Ródano-Alpes.

## Composición
El cantón estaba formado por nueve comunas:
- Essert-Romand
- La Baume
- La Forclaz
- La Vernaz
- Le Biot
- Montriond
- Morzine
- Seytroux
- Saint-Jean-d'Aulps

## Supresión del cantón de Le Biot
En aplicación del Decreto n.º 2014-153 de 13 de febrero de 2014, el cantón de Le Biot fue suprimido el 22 de marzo de 2015 y sus 9 comunas pasaron a formar parte del nuevo cantón de Évian-les-Bains.